# Сергеев, Андрей Иванович
Андре́й Ива́нович Серге́ев (21 октября 1913, Березники, Чебоксарский уезд, Казанская губерния, Российская империя — 30 апреля 1988, Березники, Волжский район, Марийская АССР, РСФСР, СССР) — марийский советский деятель сельского хозяйства. Дважды кавалер ордена Ленина.

## Биография
Родился 21 октября 1913 года в дер. Березники ныне Волжского района Марий Эл.
После окончания 5 классов школы в 1936 году курсы бригадиров в Волжском районе Марийской АССР.
В 1943 году вторично назначен бригадиром полеводов в родном районе и стал претворять свою мечту: вырастить урожай картофеля 300 ц/га. В 1944 году достиг 320 ц/га, в 1947 году — в среднем 407 ц/га, что является высоким показателем для Марийской АССР.
Награждён орденами Ленина (дважды), медалями, а также Почётной грамотой Президиума Верховного Совета Марийской АССР (трижды).
Скончался 20 апреля 1988 года в дер. Березники Волжского района МАССР, похоронен там же.

## Признание заслуг
- Орден Ленина (1948, 1950)[1]
- Медаль «За доблестный труд в Великой Отечественной войне 1941—1945 гг.»[1]
- Медаль «За доблестный труд. В ознаменование 100-летия со дня рождения Владимира Ильича Ленина»[1]
- Почётная грамота Президиума Верховного Совета Марийской АССР (1947, 1951, 1965)[1]